# Junkers G 31
Dimensions
Le Junkers G 31 était un avion de transport réalisé en Allemagne durant l'Entre-deux-guerres par Junkers. Il constitue une conception intermédiaire entre les G 23 et G 24 du début des années 1920 et la version finale des trimoteurs Junkers, le Ju 52.